# Muara Teladan
Muara Teladan is een bestuurslaag in het regentschap Musi Banyuasin van de provincie Zuid-Sumatra, Indonesië. Muara Teladan telt 4724 inwoners (volkstelling 2010).